# Флоридский международный университет
Флоридский международный университет, ФМУ (англ. Florida International University, FIU) — университет штата, находящийся в Юниверсити-Парке (пригороде Майами), штат Флорида, США.

## Общие сведения
Флоридский международный университет является вторым по величине во Флориде, и седьмым — в США. В настоящее время в нём обучаются около 48 тысяч студентов, преимущественно испаноязычные (более 60 % из них сами себя идентифицируют с этой категорией населения).
Главный кампус университета расположен на территории бывшего аэропорта Тамайами, на западе округа Майами-Дейд и носит имя бывшего президента университета Модесто Мандинке. В дополнение к нему в конце 1970-х годов в районе залива Бискейн, близ парка Олета-Ривер (Oleta River State Park), был отстроен Северный кампус (Biscayne Bay Campus), однако подавляющее большинство студентов используют главный кампус на юге.
Центральной университетской библиотекой является Зелёная библиотека (Green Library), крупнейшее здание кампуса. Собрание книг, газетной продукции, архивных документов и прочих материалов в ней является крупнейшим в Южной Флориде и одним из самых больших на всём юго-востоке США.
ФМУ известен как высшее учебное заведение с высокой активностью проводимых здесь исследований. Так он отмечен фондом Карнеги. Годовой бюджет университета составляет 1,1 миллиарда долларов. Из них на исследовательские работы было затрачено 104,6 миллионов долларов (2012).

## История
В связи с резким ростом населения в Южной Флориде после окончания Второй мировой войны и в 1960-е годы конгресс штата принял решение о создании нового государственного университета. ФМУ был официально открыт в 1965 году. На учёбу в новом университете записались 5667 человек, что было на тот момент крупнейшей поданной квотой студентов в США. Первые, поступившие тогда студенты получили дипломы специалистов в 1972 году. В то же время число поступающих в ФМУ ежегодно увеличивается.

## Академическая работа
В ФМУ в настоящее время идёт обучение на 23 факультетах, крупнейшими из которых являются юридический (Law School, с 2000 года), Центр по изучению ураганов (Hurricane Center, с 1995 года, создан вследствие разрушений, причинённых ураганом Эндрю в 1992 году), медицинский (Herbert Wertheim College of Medicine, с 2009 года), экономический (International Business School), международных и социальных наук (School of International and Public Affairs (SIPA) и др. В университете студенты сосредоточены на 191 учебном курсе, целью 60 из которых является получение степени бакалавра, и 81 — степени магистра.